# (35245) 1995 UW12
(35245) 1995 UW12 est un astéroïde de la ceinture principale d'astéroïdes découvert en 1995.

## Description
(35245) 1995 UW12 a été découvert le 17 octobre 1995 à l'observatoire de Kitt Peak, situé dans l'Arizona (États-Unis), par le projet Spacewatch de l’université de l'Arizona.

### Caractéristiques orbitales
L'orbite de cet astéroïde est caractérisée par un demi-grand axe de 2,80 ua, un périhélie de 2,71 ua, une excentricité de 0,03 et une inclinaison de 2,30° par rapport à l'écliptique. Du fait de ces caractéristiques, à savoir un demi-grand axe compris entre 2 et 3,2 ua et un périhélie supérieur à 1,666 ua, il est classé, selon la JPL Small-Body Database, comme objet de la ceinture principale d'astéroïdes.

### Caractéristiques physiques
(35245) 1995 UW12 a une magnitude absolue (H) de 15,0 et un albédo estimé à 0,129.